# Capo San Vito, Monte Monaco, Zingaro, Faraglioni Scopello, Monte Sparacio
Capo San Vito, Monte Monaco, Zingaro, Faraglioni Scopello, Monte Sparacio este o arie protejată (arie specială de conservare — SAC, sit de importanță comunitară — SCI) din Italia întinsă pe o suprafață de 7.338 ha, din care 1 % marine.

## Localizare
Centrul sitului Capo San Vito, Monte Monaco, Zingaro, Faraglioni Scopello, Monte Sparacio este situat la coordonatele 38°06′40″N 12°45′03″E / 38.111111°N 12.750833°E.

## Înființare
Situl Capo San Vito, Monte Monaco, Zingaro, Faraglioni Scopello, Monte Sparacio a fost declarat sit de importanță comunitară în septembrie 1995 pentru a proteja 2 specii de plante și 65 de specii de animale. Situl a fost protejat și ca arie specială de conservare în decembrie 2015.

## Biodiversitate
Situată în ecoregiunea mediteraneană, aria protejată conține 19 habitate naturale: Recifuri, Salicornia și alte specii anuale care populează regiunile mlăștinoase și nisipoase, Pseudostepă cu ierburi și specii anuale de Thero-Brachypodietea, Tufărișuri termo-mediteraneene și de pre-deșert, Formațiuni scunde de Euphorbia în apropierea falezelor, Vegetație anuală la limita mareei, Păduri de Quercus ilex și Quercus rotundifolia, Dehesas cu Quercus spp. perene, Peșteri inaccesibile publicului, Galerii și tufărișuri riverane sudice (Nerio-Tamaricetea și Securinegion tinctoriae), Păduri de Quercus suber, Peșteri marine scufundate complet sau parțial, Dune mobile cu vegetație embrionară, Tufărișuri halofile mediteraneene și termo-atlantice (Sarcocornetea fruticosi), Pante stâncoase calcaroase cu vegetație casmofită, Faleze cu vegetație de Limonium spp. endemic de pe coastele mediteraneene, Păduri de Olea și Ceratonia, Grohotișuri termofile și vest-mediteraneene, Iazuri temporare mediteraneene.
La baza desemnării sitului se află mai multe specii protejate:
- plante (2): Dianthus rupicola, Ophrys lunulata
- păsări (62): lăcar mare (Acrocephalus arundinaceus), fluierar de munte (Actitis hypoleucos), pescăruș albastru (Alcedo atthis), Alectoris graeca whitakeri, fâsă-de-câmp (Anthus campestris), fâsă de luncă (Anthus pratensis), Apus pallidus, acvilă de munte (Aquila chrysaetos), Aquila fasciata, egretă mare (Ardea alba), stârc cenușiu (Ardea cinerea), ciuf-de-pădure (Asio otus), bătăuș (Calidris pugnax), Calonectris diomedea, caprimulg (Caprimulgus europaeus), erete cenușiu (Circus pygargus), lăstun de casă (Delichon urbicum), egretă mică (Egretta garzetta), măcăleandru (Erithacus rubecula), șoim călător (Falco peregrinus), vânturel de seară (Falco vespertinus), muscar-gulerat (Ficedula albicollis), muscar negru (Ficedula hypoleuca), rândunică (Hirundo rustica), stârc pitic (Ixobrychus minutus), capîntortură (Jynx torquilla), sfrâncioc cu cap roșu (Lanius senator), pescăruș-cu-cap-negru (Larus melanocephalus), pescăruș râzător (Larus ridibundus), ciocârlie de pădure (Lullula arborea), privighetoare (Luscinia megarhynchos), prigoare (Merops apiaster), gaia neagră (Milvus migrans), mierlă de piatră (Monticola saxatilis), codobatură galbenă (Motacilla alba), codobatura galbenă (Motacilla flava), muscar sur (Muscicapa striata), vultur egiptean (Neophron percnopterus), pietrar mediteranean (Oenanthe hispanica), pietrar sur (Oenanthe oenanthe), grangur (Oriolus oriolus), ciuf-pitic (Otus scops), viespar (Pernis apivorus), pitulice de munte (Phylloscopus collybita), pitulice sfârâitoare (Phylloscopus sibilatrix), pitulice-fluierătoare (Phylloscopus trochilus), Prunella collaris, brumăriță de pădure (Prunella modularis), mărăcinar (Saxicola rubetra), sitar de pădure (Scolopax rusticola), scatiu (Spinus spinus), chiră mică (Sternula albifrons), silvie de zăvoi (Sylvia borin), silvie roșcată (Sylvia cantillans), silvie de câmp (Sylvia communis), Sylvia conspicillata, silvie-mică (Sylvia curruca), Tachymarptis melba, chiră de mare (Thalasseus sandvicensis), fluierar de mlaștină (Tringa glareola), fluierarul cu picioare roșii (Tringa totanus), pupăză (Upupa epops)
- mamifere (2): liliacul mare cu potcoavă (Rhinolophus ferrumequinum), liliacul mic cu potcoavă (Rhinolophus hipposideros)
- reptile (1): țestoasă bănățeană (Testudo hermanni)

Pe lângă speciile protejate, pe teritoriul sitului au mai fost identificate 95 de specii de plante, 2 specii de amfibieni, 1 specie de mamifere, 6 specii de reptile.